# Basibulbus malleco
Espèce
Basibulbus malleco est une espèce d'araignées aranéomorphes de la famille des Orsolobidae.

## Distribution
Cette espèce est endémique de région de l'Araucanie au Chili,.

## Description
Le mâle holotype mesure 2,10 mm et la femelle paratype mesure 2,83 mm.

## Étymologie
Son nom d'espèce lui a été donné en référence au lieu de sa découverte, la province de Malleco.

## Publication originale
- Ott, Platnick, Berniker & Bonaldo, 2013 : Basibulbus, a hard-bodied, haplogyne spider genus from Chile (Araneae, Dysderoidea). American Museum Novitates, no 3775, p. 1-20 (texte intégral).